# Begraafplaats van Denderleeuw
De Begraafplaats van Denderleeuw is een gemeentelijke begraafplaats in de Belgische gemeente Denderleeuw. De begraafplaats ligt langs de Toekomststraat, 850 m zuidwestelijk van het gemeentehuis.

## Brits oorlogsgraf
Even voorbij de kruising van de twee hoofdpaden ligt het graf van de Britse  korporaal William James Nesbitt. Hij diende bij de Royal Ulster Rifles en sneuvelde in de strijd die geleverd werd tegen het oprukkende Duitse leger om de terugtrekking van het Britse Expeditieleger naar Duinkerke veilig te stellen. Hij sneuvelde op 19 mei 1940. Zijn graf wordt onderhouden door de Commonwealth War Graves Commission en is daar geregistreerd onder Denderleeuw Communal Cemetery.